# Rijstrellen van 1918

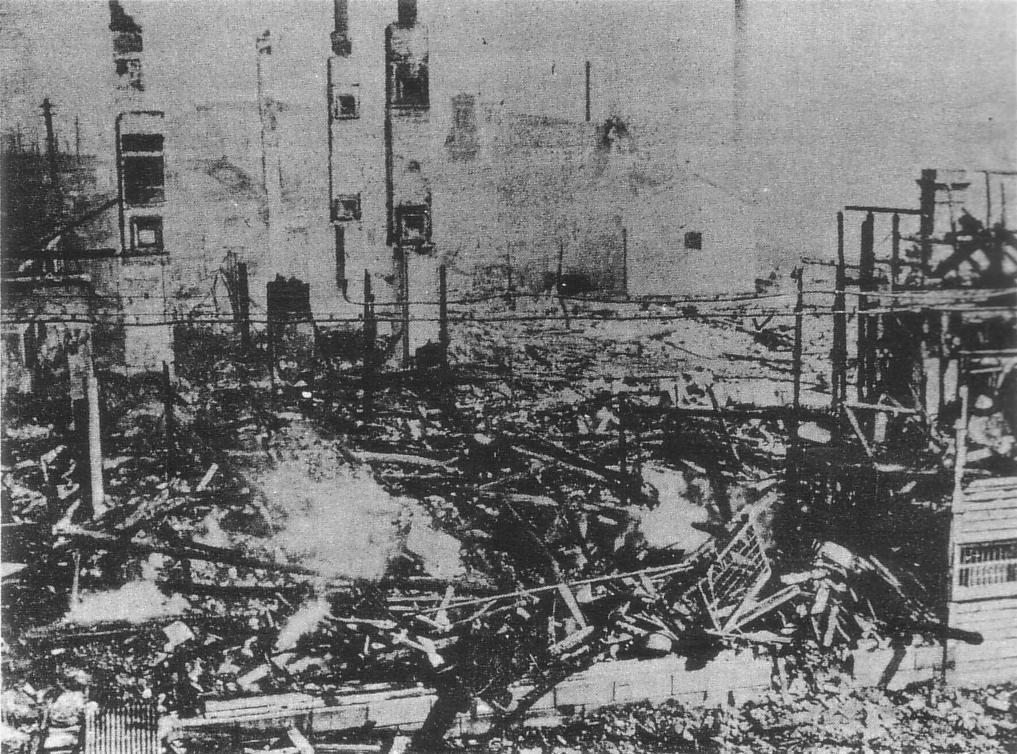
Suzuki Shoten in Kobe, platgebrand tijdens de rijstrellen

De Rijstrellen van 1918 (米騒動, kome sōdō) waren een reeks ongeregeldheden die van juli tot en met september 1918 plaatsvonden in Japan. De rellen betekenden onder andere het einde van de regering onder leiding van Terauchi Masatake.

## Oorzaak
De direct aanleiding van de ongeregeldheden was de sterke stijging van de prijs van rijst. Rijsthandelaren en ambtenaren die de prijzen uit de hand zouden hebben laten lopen, kregen het zwaar te verduren.
Tijdens de Eerste Wereldoorlog bloeide de Japanse economie enorm. De export van Europa's goederen naar Azië viel weg en Japan vulde deze lacune op. Vooral de export naar China en India was positief voor Japan en dan met name van katoen en zijde. Van 1914 tot 1919 groeide het exportcijfer via scheepvaart met 10, de scheepsbouw met 112, en de chemie met 16. Daarbij groeide het bruto binnenlands product van Japan met 20% van 1917 tot 1919. De stadsbevolking kreeg hier maar weinig van te zien. De basissalarissen stegen met amper 13%, terwijl er ook nog eens een bevolkingsstijging was van 6%. De plattelandsbevolking profiteerde wel in enige mate van de economische groei. Verder bleef een groot deel van de opbrengsten van de export in het buitenland hangen. Mede door de Verenigde Staten die een goud-embargo ingesteld hadden.
In Japan zelf had de economische groei vooral voordeel gebracht aan een kleine groep van grootindustriëlen. Deze werden zaibatsu genoemd. De grootste waren: Mitsui, Mitsubishi, Sumitomo, Yasuda en Daiichi. Zij controleerden via vijf grote banken, die hun eigen naam droegen, het overgrote deel van de oorlogswinsten. Zo legden ze hun wil op aan de Japanse overheid. Zij waren de grootste werkgevers, en konden zo dus beslissen over de lonen en salarissen van de werknemers.
Tegen het einde van de oorlog nam de inflatie toe. Het hebben van voorraden werkte in het voordeel, de goederen konden op een later tijdstip worden verkocht tegen een hogere prijs. Dit deden ook de rijsthandelaren. Zij kochten rijst op, waardoor de prijs van rijst verdubbelde, of zelfs verdriedubbelde. Het waren zowel de boeren als de stadsarbeiders die prijsverlagingen eisten. Hier werd geen gehoor aan gegeven met als gevolg rijstrellen in augustus en september 1918.

## De opstanden
De opstanden waren ongekend in de modern-Japanse geschiedenis qua omvang en geweld. De opstanden begonnen in Uozo op 23 juli 1918. Een aanvankelijk rustige petitie tegen de hoge prijzen ontaardde daar in een gewelddadige opstand, stakingen, plunderingen, en brandstichting. Vooral politiestations en overheidskantoren moesten het ontgelden. Vissersvrouwen plunderden in Hozu de rijstvoorraden.
De pers gaf hier gerucht aan en er werd zware censuur opgelegd. De politie en ook het leger grepen in.
Tegen september 1918, waren er 623 van zulke opstanden geweest in 38 steden, 153 dorpen en 177 andere plaatsen. In totaal waren er twee miljoen mensen bij betrokken. Er werden 25.000 mensen gearresteerd, waarvan er 8200 werden veroordeeld voor verschillende misdaden. De straffen varieerden van boetes tot de doodstraf.

## Nasleep
Uit deze opstanden blijkt dat de kloof tussen de bloei van de industrie en de benarde sociale omstandigheden groot is. Ook maakten ze duidelijk dat massabewegingen veel kunnen teweegbrengen. Ze lagen ook aan de basis van het ontstaan van politiek actieve sociale bewegingen.
Premier Terauchi zag zich door de opstanden genoodzaakt af te treden, samen met zijn gehele kabinet.